# James Thurber
James Grover Thurber (Columbus, Ohio, 8 de diciembre de 1894-Nueva York, 2 de noviembre de 1961) fue un escritor y humorista gráfico estadounidense cuyos trabajos, que van de lo ridículo a lo satírico, le dieron un lugar entre los mejores humoristas del siglo XX. 

## Biografía
Nació en Ohio y asistió a la Ohio State University. Trabajó en el Departamento de Estado y de ahí marchó a París donde trabajó en la edición francesa del Chicago Tribune. Se mudó a Nueva York y trabajó durante dos años como reportero para el New York Post. En 1927 se convirtió en dibujante, escritor y director de The New Yorker. Thurber fue el autor de numerosos y exitosos libros que tratan con dureza la vida diaria del hombre común. Tuvo que luchar contra la ceguera toda su vida.
Entre sus obras destacan: Is sex necessary? (1929) en colaboración con E. B. White, The Owl in the Attic and Other Perplexities (1931), My Life and Hard Times (1933), The middle-aged man on the flying trapeze (1935), Let your mind alone! (1937), Fables of our time (1940), The male animal (1940) obra teatral escrita junto a Eliot Nugent, las narraciones de The Secret Life of Walter Mitty (1942) su obra más conocida, The thirteen clocks (1950), The Wonderful O (1957), The Years with Ross (1959) un recuento de su trabajo en The New Yorker. Una veintena de sus trabajos literarios fueron llevados al cine.
En sus últimos años, ya casi ciego, tuvo que dejar su labor artística.

## Obra

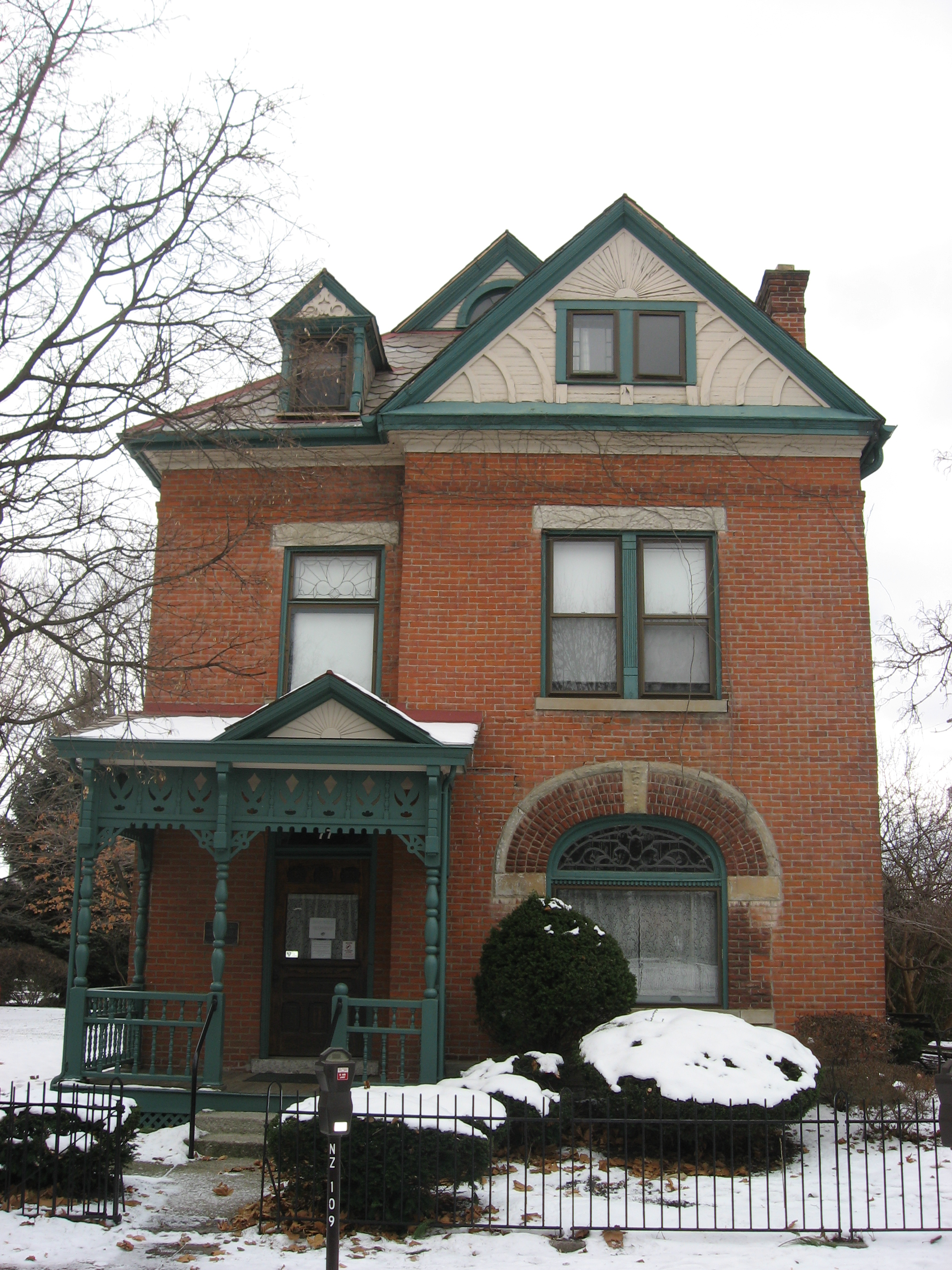
Casa de James Thurber en Columbus, Ohio.

### Libros
- Is Sex Necessary? or, Why You Feel The Way You Do (parodia de manuales de psicología y sexología, con E. B. White), 1929, edición 75 aniversario (2004), prefacio de John Updike
- The Owl in the Attic and Other Perplexities, 1931
- The Seal in the Bedroom and Other Predicaments, 1932
- My Life and Hard Times, 1933
- The Middle-Aged Man on the Flying Trapeze, 1935
- Let Your Mind Alone! and Other More Or Less Inspirational Pieces, 1937
- The Last Flower, 1939, reissued 2007
- The Male Animal (obra teatral), 1939 (con Elliot Nugent) y guion presentado por Henry Fonda, escrito por Stephen Morehouse Avery
- Fables for Our Time and Famous Poems Illustrated, 1940
- My World and Welcome to It, 1942
- Many Moons, (literatura infantil) 1943
- Men, Women, and Dogs, 1943
- The Great Quillow, (literatura infantil) 1944
- The Thurber Carnival (antología), 1945
- The White Deer, (literatura infantil) 1945
- The Beast in Me and Other Animals
- Los 13 relojes, (literatura infantil) 1950
- The Thurber Album, 1952
- Thurber Country, 1953
- Thurber's Dogs, 1955
- Further Fables For Our Time, 1956
- The Wonderful O, (literatura infantil) 1957
- Alarms and Diversions (antología), 1957
- The Years With Ross, 1959
- A Thurber Carnival (obra teatral), 1960
- Lanterns and Lances, 1961

### Publicaciones póstumas
- Credos and Curios, 1962 (ed. Helen W. Thurber)
- Thurber & Company, 1966 (ed. Helen W. Thurber)
- Selected Letters of James Thurber, 1981 (ed. Helen W. Thurber & Edward Weeks)
- Collecting Himself:  James Thurber on Writing and Writers, Humor and Himself, 1989 (ed. Michael J. Rosen)
- Thurber On Crime, 1991 (ed. Robert Lopresti)
- People Have More Fun Than Anybody: A Centennial Celebration of Drawings and Writings by James Thurber, 1994 (ed. Michael J. Rosen)
- James Thurber: Writings and Drawings (antología), 1996, (ed. Garrison Keillor), Library of America
- The Dog Department:  James Thurber on Hounds, Scotties, and Talking Poodles, 2001 (ed. Michael J. Rosen)
- The Thurber Letters, 2002 (ed. Harrison Kinney, con Rosemary A. Thurber)

### Cuentos
- The Secret Life of Walter Mitty
- The Night the Bed Fell
- The Unicorn in the Garden
- The Moth and the Star
- The Rabbits Who Caused All the Trouble
- The Macbeth Murder Mystery, 1937 (impreso en The New Yorker)
- You Could Look It Up, 1941
- The Catbird Seat, 1942
- The Breaking up of the Winships, 1945
- A Couple of Hamburgers
- The Greatest Man in the World
- If Grant Had Been Drinking at Appomattox
- The Bear Who Let It Alone
- The Princess and the Tin Box
- The Dog that Bit People
- The Lady on 142
- The Scotty Who Knew Too Much
- The Night The Ghost Got In
- The Car We Had to Push
- The Day the Dam Broke
- More Alarms at Night
- A Sequence of Servants
- University Days
- Draft Board Nights